# Johnny Rutherford
John Sherman Rutherford III (Coffeyville, 12 marzo 1938) è un pilota automobilistico statunitense, campione della CART nel 1980.

## Carriera
Ha corso nella CART, laureandosi campione della serie nel 1980. Inoltre ha gareggiato anche nella NASCAR Cup Series, dove ha ottenuto una vittoria.

## Riconoscimenti
Nel 1993 è stato introdotto nella Motorsports Hall of Fame of America, mentre nel 1995 è stato inserito nella National Sprint Car Hall of Fame. Nel 1996 infine è stato introdotto nella International Motorsports Hall of Fame.